# Giovanni Maltese
Giovanni Maltese (Palermo, 28 novembre 1895 – Cefalonia, 22 settembre 1943) è stato un militare italiano, combattente della prima e della seconda guerra mondiale fu decorato con Medaglia d'oro al valor militare alla memoria per i fatti di Cefalonia del settembre 1943.

## Biografia
Nacque a Palermo il 28 novembre 1895, e si arruolò nel Regio Esercito combattendo durante la prima guerra mondiale dove fu ferito per due volte.
Dopo l'entrata in guerra dell'Italia, il 10 giugno 1940, a partire dell'ottobre dello stesso anno combatte sul fronte greco-albanese.
All’annuncio dell’armistizio si trovava ricoverato in un ospedale da campo colpito dalla malaria. Il giorno 15 lasciò subito il luogo di cura, per riassumere il comando del suo battaglione, il III, appartenente al 17º Reggimento in seno alla 33ª Divisione fanteria "Acqui".  Quello stesso giorno diresse l'attacco contro le truppe tedesche arroccate su Cima Telegrafo. L'attacco ebbe successo e caddero in mani italiane 500 prigionieri, una batteria di semoventi, 40 automezzi e una grande quantità di materiali.
Catturato il 22 settembre dopo giorni di scontri con i tedeschi, fu passato per le armi nel Vallone di Santa Barbara neanche mezzora dopo la cattura, insieme ad altri 17 ufficiali. Affrontò l'esecuzione con la fierezza e dignità.
Nel luglio 1976, il presidente della repubblica Giovanni Leone ha decretato alla sua memoria la concessione della Medaglia d'oro al valor militare alla memoria, la massima onorificenza militare italiana.